# Hymenostomum papillosissimum
Hymenostomum papillosissimum là một loài rêu trong họ Pottiaceae. Loài này được (Lazarenko) L.I. Savicz mô tả khoa học đầu tiên năm 1969.